# Dichromodes rufula
Dichromodes rufula är en fjärilsart som beskrevs av Louis Beethoven Prout 1910. Dichromodes rufula ingår i släktet Dichromodes och familjen mätare. Inga underarter finns listade i Catalogue of Life.